# Sequoia – Herrin der Wildnis
Sequoia – Herrin der Wildnis ist ein US-amerikanischer Spielfilm aus dem Jahr 1934 nach dem Roman Malibu von Vance Hoyt. Im Zentrum der Handlung steht der Überlebenskampf eines Hirschs und eines Pumas in den kalifornischen Wäldern sowie der Kampf einer jungen Frau für den Schutz der Tiere.

## Handlung
Der Schriftsteller Matthew Martin hat sich zum Schreiben in eine einsame Hütte in der Sierra Nevada zurückgezogen. Dort lebt er mit seiner Tochter Toni, seinem chinesischen Diener Sang Soo und dessen kleinem Sohn Feng Soo. Eines Tages findet Toni im Wald ein Hirschkalb, dessen Mutter von einer Meute Hunde getötet wurde, und kurz darauf ein Puma-Junges, dessen Mutter in einer Falle verendet ist. Sie nimmt beide Tiere mit nach Hause; auf dem Weg dorthin lernt sie den Nationalpark-Ranger Bob Alden kennen. Alden bezweifelt, dass es möglich sei, die beiden Tiere zusammen aufzuziehen: Irgendwann werde der Jagdtrieb des Pumas dem Hirsch zum Verhängnis werden. Eigentlich müsste er den Puma sogar töten, worauf er aber Toni zuliebe verzichtet. Toni glaubt, dass sich die beiden anfreunden werden, und gibt ihnen indianische Namen: Malibu für den Hirsch und Gato für den Puma. Ihr Vater unterstützt sie und verarbeitet die Geschichte der ungewöhnlichen Freundschaft zu einem neuen Buch.
Monate später: Bergman, der Besitzer einer Ranch in der Nähe, geht auch illegal auf die Jagd und stellt Fallen. Der inzwischen herangewachsene Gato bricht in Bergmans Schweinegehege ein und tötet zwei Ferkel. Bergman beschwert sich bei den Rangern, und so muss Toni Gato und Malibu in die Wildnis entlassen, um Gatos Erschießung zu verhindern. Sie zieht mit ihrem Vater zwischenzeitlich wieder in die Stadt.
Im Winter sind Toni und Matthew wieder in der Hütte. Die inzwischen erwachsenen Gato und Malibu begegnen sich im Wald, aber Gato erkennt seinen alten Freund und tut ihm nichts. Die beiden kommen an der Hütte vorbei und so weiß Toni, dass es den beiden gut geht, und folgt ihnen in den Wald. Währenddessen streut Bergman mit seinem Helfer Joe Futter aus, um die Hirsche in ein kleines Gehege mit einem Falltor zu locken. Malibu geht ihnen in die Falle, doch Toni gelingt es, ihn anzulocken, und so springt er über den Zaun wieder in die Freiheit. Bergman kommt gerade erbost aus dem Haus und will auf Malibu schießen, was Toni aber verhindern kann, als plötzlich Gato angerannt kommt und Bergman wieder ins Haus jagt. Toni geht zum Ranger-Stützpunkt, um Bob von der illegalen Falle zu erzählen.
Ein Zeitsprung, wieder im Sommer: Malibu hat inzwischen eine Hirschkuh, mit der er ein Kalb bekommen hat. Doch die Hirschkuh wird durch eine von Bergman aufgestellte Schussfalle getötet, und so zieht Malibu mit seinem Kalb allein weiter. Toni findet zufällig das Kalb, hält es für verwaist und nimmt es mit. Sie geht an einen See zum Baden, das Hirschkalb und den kleinen Feng Soo bindet sie am Ufer an einem Pflock im Boden an, damit beide nicht weglaufen können. Sie entkommen aber trotzdem, und Feng Soo nimmt unbedarft Kontakt zu gefährlichen Tieren auf, darunter einer Schlange. Doch da kommt Malibu auf der Suche nach seinem Kalb und tötet die Schlange. Nun kommt auch Toni dazu und findet ihre beiden Ausreißer.
Die Gegend ist inzwischen zu einem beliebten Jagdgebiet geworden: Bergman und andere Einheimische führen Touristen in Jagdgruppen durch die Wälder, und immer mehr Tiere fallen ihnen zum Opfer. Bergman hält in einem Gehege eine Herde gezähmter Hirsche, die von Joe einzeln in die Freiheit entlassen werden, damit die Hobbyjäger ein leichtes Ziel haben. Doch dann springt Malibu über den Zaun ins Gehege und hetzt die Herde auf, den Sprung in die Freiheit zu wagen. Nun macht Bergman Jagd auf Malibu, und als er gerade auf ihn anlegen will, kommt Gato und rettet Malibu. Es kommt zu einem erbitterten Kampf zwischen Bergman und Gato, bei dem dieser von einer hohen Klippe ins Wasser stürzt. Doch Malibu rächt ihn und stürzt Bergman ins Wasser. Gato kann sich ans Ufer retten, Bergman wohl nicht.
Ein weiterer Zeitsprung: Toni begegnet im Wald Bob, und dieser hat eine gute Nachricht für sie: Die Gegend wurde zum Schutzgebiet erklärt, es herrscht nun ein Jagdverbot und Toni muss sich um ihre tierischen Freunde keine Sorgen mehr machen.

## Produktion
Der Film ist eine Produktion von Metro-Goldwyn-Mayer und wurde zwischen Mai 1933 und Oktober 1934 im Sequoia National Park gedreht. Die Dreharbeiten mussten mehrfach unterbrochen werden, weil der ursprünglich vorgesehene Hirsch zu schnell groß wurde und ein anderer sein Geweih abwarf. Auch dadurch stiegen die Produktionskosten von den anfangs veranschlagten 250.000 Dollar auf etwa 400.000 Dollar.
Am 22. Dezember 1934 hatte der Film in den US-amerikanischen Kinos Premiere, in Deutschland erschien er am 11. September 1936. Die 67-minütige deutsche Fassung erschien 2021 bei Big Ben Movies auf DVD.

## Synchronisation
Die deutsche Synchronfassung wurde produziert von Tobis Klangfilm. Das Dialogbuch schrieb Paul Mochmann, Dialogregie führte Hans Lüdke.

## Rezeption
Andre Sennwald lobte den Film in seiner Rezension für die New York Times und schrieb, die schön gefilmten Tierszenen seien emotional anrührender als die meiste menschliche Schauspielerei.

„Früher Hollywood-Tierfilm, in dem die Rahmenhandlung hinter den bemerkenswerten Landschaftsaufnahmen und den verblüffenden Tierszenen klar zurücktritt. Bemerkenswert auch durch seine frühe kritische Haltung zur Rolle des Menschen in der Natur.“